# 875 (numero)
Ottocentosettantacinque (875) è il numero naturale dopo l'874 e prima dell'876.

## Proprietà matematiche
- È un numero dispari.
- È un numero composto, dai 8 divisori: 1, 5, 7, 25, 35, 125, 175, 875. Poiché la somma dei suoi divisori (escluso il numero stesso) è 205 < 875, è un numero difettivo.
- È un numero odioso.
- È un  numero palindromo e un numero ondulante nel sistema di numerazione posizionale a base 23 (1F1). È altresì palindromo e anche un numero a cifra ripetuta nel sistema posizionale a base 34 (PP).
- È parte delle terne pitagoriche (245, 840, 875), (300, 875, 925), (308, 819, 875), (525, 700, 875), (875, 1440, 1685), (875, 2100, 2275), (875, 3000, 3125), (875, 7788, 7837), (875, 10920, 10955), (875, 15300, 15325), (875, 54684, 54691), (875, 76560, 76565), (875, 382812, 382813).

## Astronomia
- 875 Nymphe è un asteroide della fascia principale del sistema solare.
- NGC 875 è una galassia lenticolare della costellazione della Balena.
- IC 875 è una galassia nella costellazione dell'Orsa Maggiore.

## Astronautica
- Cosmos 875 è un satellite artificiale russo.

## Altri ambiti
- FS 875 è una locomotiva locotender progettata dalle Ferrovie dello Stato italiane.
- New Brunswick Route 875 è una strada nel Nuovo Brunswick, Canada.
- Hokkaido Prefectural Road Route 875 è una strada in Fukagawa - Hokkaidō, Giappone.
- RS-875 è una autostrada nel Rio Grande do Sul, Brasile.
- PR-875 è una strada in Paraná, Brasile.